# سیارک ۱۳۴۱۰
سیارک ۱۳۴۱۰ (به انگلیسی: 13410 Arhale، نامگذاری:1999UX5)۱۳۴۱۰مین سیارک کشف شده‌است که در ۲۹ اکتبر ۱۹۹۹ کشف شد.